# Pericnemis triangularis
Pericnemis triangularis är en trollsländeart som beskrevs av Harry Hyde Laidlaw, Jr. 1931. Pericnemis triangularis ingår i släktet Pericnemis och familjen dammflicksländor. IUCN kategoriserar arten globalt som sårbar. Inga underarter finns listade i Catalogue of Life.